# (331) Etheridgea
(331) Etheridgea es un asteroide perteneciente al cinturón de asteroides descubierto el 1 de abril de 1892 por Auguste Honoré Charlois desde el observatorio de Niza, Francia.
Se desconoce la razón del nombre.